# Egebjerg (Zelandia)
Egebjerg – miasto w Danii, w regionie Zelandia, w gminie Odsherred.